# Église Saint-Pierre de Novacelles
Pour les articles homonymes, voir Église Saint-Pierre.
L'église Saint-Pierre est une église catholique située à Novacelles, en France. Elle possède des peintures murales du XIVe siècle qui représentent les douze apôtres ainsi qu'un Christ en gloire et les quatre évangélistes.

## Localisation
L'église est située dans le département français du Puy-de-Dôme, sur la commune de Novacelles.

## Historique
Sans nul doute, l'église est un des joyaux romans du pays d'Arlanc. À l'origine, au début du Xe siècle, c'était une simple chapelle qui servait un petit ermitage d'une poignée de moines. Elle fut élevée au XIIe siècle, dans l'enceinte même de la basse-cour contiguë du château dominant le bourg, pour les usages du seigneur du lieu, puis elle servit dès le milieu du XIIIe siècle les moines rattachés à l'abbaye bénédictine de La Chaise-Dieu. Ses proportions sont de dix-huit mètres sur huit, avec une nef unique à deux travées terminée par une abside voûtée en cul de four éclairée par trois étroites baies romanes. Les arcs doubleaux de la nef sont soutenus par des chapiteaux très frustes, à faible relief, couronnant des colonnes engagées. L'entrée se faisait latéralement par un petit porche donnant sur le château. Comme partout, les seigneurs du lieu étaient alors inhumés dans l'église même, dans le pavement ou dans un enfeu, cavité creusée dans l'épaisseur des murs. Il en subsiste encore un, sur le côté gauche, transformé par la suite en fonts baptismaux. Un remarquable bénitier roman, conservé, fut taillé dans un bloc monolithe de granit local.
L'édifice est classé au titre des monuments historiques par arrêté du 25 février 1969 (Église, sauf abside classée et clocher moderne / cad. A 1069), inscription par arrêté du 27 février 1969. L'église est la propriété de la commune.
Cette église, ancienne dépendance casadéenne, fait aujourd’hui partie de la paroisse Saint-Jean-François Régis en Livradois-Forez.

## Fresques murales

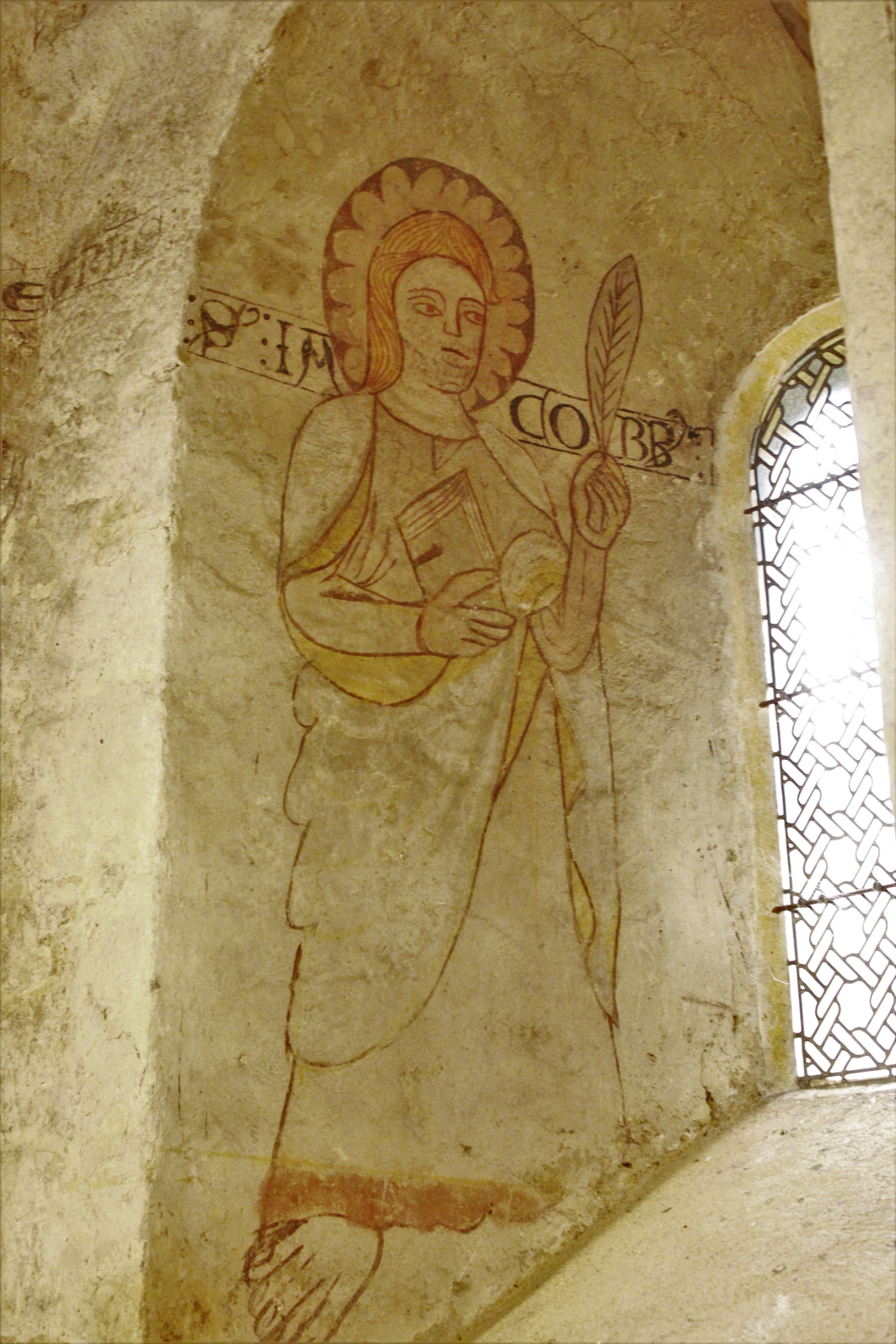
Fresque du choeur de l'église de Novacelles (détail)

Une initiative, commune pour l'époque, fut alors prise, sans doute au début du XIVe siècle. On décida de décorer de peintures murales tout le chœur de la petite église. Le cul de four et les murs, y compris les ébrasements des baies romanes, furent alors couverts de fresques. Il s'agissait de proposer aux fidèles des enseignements bibliques et des modèles religieux à suivre. Tous les supports étaient possibles : chapiteaux, vitraux pour les riches cathédrales ou basiliques, mosaïques ou sculptures des tympans et des jubés. Les petites églises rurales se "contentaient" de fresques peintes. Ces fresques ont été découvertes en 1965, lors de travaux à l'intérieur de l'église. C'est le peintre Marcel Nicaud, restaurateur notamment du "Christ en majesté" de Lavaudieu, qui a reconstitué ce chef-d'œuvre afin de lui redonner son éclat.

## Modifications de l'édifice
- Moyen Âge : Traditionnellement, les seigneurs du lieu étaient enterrés dans l'église castrale et paroissiale, le plus souvent dans un enfeu, niche funéraire que l'on établissait dans l'épaisseur même du mur de l'église (celle que vous pouvez voir à gauche, a été ultérieurement transformée pour servir de fonts baptismaux).
- 6 mars 1653 : Testament de Messire Pierre Malfériol, prêtre.
 "Veult et ordonne son corps estre inhumé au vas et tumbeau de messieurs les curés et prebstres de la communauté dudit lieu (Nouvacelle) qui est dans l'esglise ...".
- 19 septembre 1703 : Visite épiscopale. Le toit et le clocher ont été visités, le tout en bon état. S'y trouvent quatre cloches dont l'une fêlée. Le cimetière autour de l'église paroissiale est clos de murailles. Le presbytère est en ruines et inhabitable. Toute l'église est voûtée, les deux confessionnaux et la chaire sont en bon état, mais l'église est mal planchée ...
 "Ordonnons que dans un an, la cloche soit fondue aux frais de la Marguillerie (bureau du conseil de Fabrique, chargé d'administrer les biens d'une paroisse) et des habitants. De plus, à l'avenir, personne ne sera plus enterré dans ladite église qu'il n'ait payé six livres pour chaque grand corps, et trois livres pour chaque petit. Ordonnons au curé de tenir le mieux à l'exécution de notre ordonnance).
- 22 avril 1766 : Visite épiscopale. L'inventaire laisse voir que les ornements et habits du culte sont insuffisants et déchirés, ou trop usagés ... Mais les revenus payés à l'église par le seigneur de St-Bonnet (1 septier de blé, deux quartons de cens et quelques obligations) ne pouvaient suffire à l'entretien de la lampe du Saint-Sacrement ... (le Curé a refusé de signer, le Vicaire l'a fait ...).
- 8 octobre 1777 - 12 octobre 1777 : Contre-visite. Le sanctuaire, la nef, le chœur, les confessionnaux et la chaire sont en bon état ainsi que le clocher et les extérieurs de l'église. La sacristie est bien close. Le cimetière, autour de l'église est bien fermé ... Aucun inconvénient.
- Au cours du XIXe siècle (Date indéterminée) : Réfection du clocher, plus haut, plus pointu (D'après représentation à la détrempe sur paroi plâtrée).
- 7 mars 1886 : Le Conseil municipal, saisi par le Conseil de Fabrique, reconnaît la nécessité urgente de procéder aux réparations de la partie supérieure du clocher, regrette de ne pouvoir apporter que l'engagement des habitants de Novacelles à faire des fournitures et des transports de matériaux ... travaux exécutés.
- 14 novembre 1886 : Constatations de graves désordres dans la voûte de la nef, dans les murs, et dans la voûte de la chapelle sud. D'où graves dangers pour les paroissiens. Devis présenté de 2 349 Frs. Le Conseil municipal vote 106 Frs, le conseil de Fabrique peut apporter 400 frs. On sollicite Mr le Ministre de l'intérieur et des cultes d'un secours de 1 843 Frs.
- 28 août 1887 : Versement de 1 100 Frs du Ministère de l'intérieur et des cultes à la caisse de la Fabrique.
- 2 décembre 1888 : Réparations effectuées.
- 1965 - 1966 : Découverte des fresques. Classement du chœur par la Caisse des Monuments historiques. Renforcement des traits et fixation des couleurs par des spécialistes agréés. Dégagement des pierres de leurs enduits, réfection des crépis des voûtes et des murs de la nef et des chapelles latérales.
- 1981 : Réfection du clocher. Dépose de la croix de fer sommitale qui était trop lourde (400 kg de fer forgé) et qui se trouve maintenant à l'extérieur de l'église. Remplacement d'ardoises et pose d'une croix plus légère.
- 1986 : Réfection de la toiture. Remplacement charpente et ardoises sur l'ensemble du bâtiment. Remplacement chéneaux et descentes en zinc par des produits agréés en cuivre.
- 1995 : Réfection des abat-sons.
- 2000 : Remplacement du chauffage au fioul inefficace, bruyant et polluant, par des radiants électriques.

## Clergé
- 1377 - Jean de Meynières vicaire à Novacelles (lettre de rémission adressée au Roi de France)[4]
- 1469 - 1er décembre Guillaume de la Bruyère prêtre du prieuré de Novacelles.
- 1471 - 27 novembre Loys de la Bruyère prieur de Novacelles (cité dans un minutier Guyard)[5].
- 1494 - Antoine Faure Prêtre du prieuré de Novacelles[6].
- 1556 - Le 19 mai acte mentionnant Antoine de Sirmondz prêtre du prieuré de Novacelles, devenu prieur des Issards[7].
- 1567 - Six moines bénédictins dont deux prêtres quittent le prieuré de Novacelles laissant l'ancien château inhabité[2].
- 1575 - François Lavergnier, résidant à Novacelles, vicaire mais desservant et curé d'Issandolanges [8]
- 1645 - Visite épiscopale du 20 août, messire Vital Rigond curé de Novacelles, Antoine Magnet vicaire, et messire Pierre Malfériol prêtre, chapelain d'Issandolanges.
- 1653 - Messire Pierre Malfériol prêtre de Novacelles et curé d'Issandolanges.
- 1660 - 13 août : visite épiscopale, Claude Bard et Vital Rigon prêtres (le curé Claude Bard fut accusé de tentative d'assassinat avec deux autres prévenus mais nous ne possédons que douze pages du procès sans en connaître les attendus - archives privées).
- 1667 - 9 août : André de la Sabaterie et Bertrand Dondon vicaire.
- 1668 - Novembre : Charles Alexandre d'Oradour Clerc est présenté à la vicairie de la chapellenie d'Issandolanges.
- 1673 - Le 10 juin, lecCuré est Claude Bard, André de la Sabaterie est prêtre avec Bertrand Dondon chapelain d'Issandolanges, encore en fonction en 1683 et décédé à l'âge de 88 ans.
- 1683 - Antoine Maignet Vicaire, décédé en 1689 (membre de la famille du Conventionnel).
- 1692 - Jacques Chabas Curé, décédé le 17 juin 1692.
- 1698 - Thomas est vicaire à Novacelles.
- 1700 - Christophe Irodie curé, décédé le 17 juin à l'âge de 50 ans.
- 1703 - Pierre Cheminade vicaire puis curé signe tous les actes de 1714 à 1730.
- 1763 - Quatre desservants à la paroisse : Pierre Cheminade curé, Bertrand Dondon procureur à la vicairie d'Issandolanges, Estienne garde (malade), Antoine Rabisse vicaire.
- 1766 - Jean Louis Mongheal Dumas curé de Novacelles a signé les actes de 1730 à 1765. Claude Revire est vicaire à la paroisse.
- 1777 - Le 8 octobre et le 12 octobre (contre-visite), le curé est Simon Chomette, originaire d'Issoire et le vicaire est Matthieu Cogniasse, originaire de Saint-Anthème.
 Le 9 janvier 1791, ils prêtent serment à la constitution civile du clergé, mais le 5 mai 1791, le curé se rétracte et lit en chaire sa rétractation. Il est l'un des cinq curés du district d'Ambert à être emprisonné à Clermont. Libéré après thermidor, il sera remplacé par le curé constitutionnel Jean Fousson, originaire de Saint-Bonnet-le-Chastel, installé le 26 juin 1791 et qui abdiqua la prêtrise le 10 nivôse an II (30 décembre 1794).
- 1803 - Un curé dont la signature est illisible, jusqu'en 1806.
- 1806 - Curé Chomette jusqu'en 1809.
- 1815 - Curé Chenerailles par intérim et Douarre vicaire.
- 1817 - Curé Coste desservant.
- 1850 - Curé Pitavy jusqu'en 1864, plus autre prêtre desservant mais signature illisible.
- 1865 - Curé Saby jusqu'en août 1875.
- 1875 - Curé Joubert prêtre délégué jusqu'à février 1876.
- 1876 - Curé Saby de mars 1876 à septembre 1877.
- 1877 - Curé Rodary jusqu'à janvier 1879.
- 1879 - Curé Allirol de février 1879 à avril 1892.
- 1892 - Curé Thévenon d'avril 1892 à 1900.
- 1943-1944 - Curé Joseph Chaput, membre du Réseau Alibi, un émetteur radio est caché dans le clocher de l'église[9],[10].